# Європейська хартія місцевого самоврядування
Європейська хартія місцевого самоврядування була прийнята під егідою Конгресу місцевих і регіональних влад Європи (не плутати з Радою Європейського Союзу) і була відкрита для підписання державами-членами Ради Європи 15 жовтня 1985 та набула чинності для України 1 січня 1998 року. Хартія визначає основні принципи та механізми дії самоврядних органів влади в державах-членах Ради Європи. Децентралізація влади, застосування принципу субсидіарності (вирішення конкретних проблем на найближчому до повсякденних потреб людей щаблі влади) є головною ідеєю хартії. Це перший документ такого роду, що гарантує виконання принципу субсидіарності. Вищі адміністративні органи повинні вирішувати конкретні проблеми лише у випадку, якщо їх вирішення силами місцевих адміністрацій є неефективним або неможливим. Документ фіксує політичні та економічні права місцевого самоврядування, його незалежність від центральної влади, його обов'язок захищати громадян від зловживань з боку національної та пан'європейської бюрократії. Принципи Хартії застосовуються до всіх видів органів місцевого самоврядування.
Усі держави-члени Ради Європи є учасниками Хартії. Нові держави-члени Ради Європи планують ратифікувати Статут при першій же можливості. Хартія зобов'язує держави закріпити у внутрішньому законодавстві й застосовувати на практиці сукупність юридичних норм, що гарантують політичну, адміністративну та фінансову незалежність муніципальних утворень. Вона також встановлює необхідність конституційного регулювання автономії місцевого самоврядування.
Україна ратифікувала хартію 15 липня 1997 року. Конституція України 1996 року закріпила основні правові принципи функціонування механізму організації влади, зафіксовані в хартії. У 1997—1999 роках верховна рада України прийняла Закон про місцеві державні адміністрації, Закон про статус столиці України міста Київ, Конституцію АР Крим. 28 травня 1998 року Конгрес місцевих та регіональних влад Ради Європи ухвалив «Рекомендації з місцевої та регіональної демократії в Україні». Складний процес узгодження вітчизняного законодавства з положеннями хартії триває.

## Зміст Хартії
Хартія складається з Преамбули та трьох частин.
- Преамбула закріплює фундаментальні принципи Хартії, якими є: роль місцевого самоврядування в забезпеченні демократії, ефективного управління та децентралізації влади; роль муніципальних утворень в розвитку Європи; необхідність для муніципалітетів мати широку автономію.

- Перша частина містить основні положення щодо місцевої автономії. Зокрема, закріплює необхідність конституційного і законодавчого регулювання місцевого самоврядування (ст. 2), визначає поняття місцевого самоврядування (ст. 3), встановлює принципи організації та діяльності органів місцевого самоврядування (ст. 4), наприклад, наявність предметів ведення і повноважень органів місцевого самоврядування, що дозволяють останнім ефективно розв'язувати питання місцевого значення.

Інші статті першої частини фіксують необхідність чіткого муніципального поділу (ст. 5), самостійного визначення органами місцевого самоврядування своєї структури, право наймати муніципальних службовців для забезпечення діяльності вибраних посадових осіб місцевого самоврядування (ст. 6, 7). Цілями ще двох важливих статей є обмеження адміністративного контролю за нормотворенням органів місцевого самоврядування (ст. 8) і необхідність забезпечити наповнюваність місцевих бюджетів (ст. 9). Стаття 10 закріплює право органів місцевого самоврядування співпрацювати між собою і створювати міжмуніципальні асоціації, а стаття 11 — можливість судового захисту місцевої автономії.
- Друга частина містить різні положення щодо зобов'язань держав, які підписали і ратифікували Хартію, виходячи з наміру забезпечити баланс між нормами Хартії та інституційно-юридичними особливостями держав. Хартія надає державам право не включати у внутрішнє законодавство деякі положення Хартії за наявності правового обґрунтування (ст. 12). Зазначена стаття також закріплює, що принципи місцевого самоврядування обов'язкові для всіх держав. Таким чином, мова йде про компроміс між необхідністю дотримання фундаментальних принципів місцевого самоврядування та гнучкістю щодо внутрішнього права кожної з держав.

- Третя частина регулює процедурні питання, зміст яких зазвичай стандартний і наявний у всіх конвенціях Ради Європи: підписання, ратифікація та набрання чинності (ст. 15), територіальна сфера дії (ст. 16), денонсація і нотифікація (ст. 18, 19).

## Група незалежних експертів Європейської хартії
Рада Європи заснувала консультативний орган під назвою 'Група незалежних експертів Європейської хартії', що складається із наукових працівників, кожен з сорока семи держав-членів. Група збирається два рази на рік для розгляду цілої низки питань, пов'язаних з Європейською Хартією місцевого самоврядування, а також надає юридичні консультації та підтримку обраних членів Конгресу Ради Європи, які здійснюють програмні місії для спостереження за ситуацією місцевого та регіонального самоврядування в державах-членах Рада Європи.